# 阿留申西人口普查區

西阿留申人口普查區在阿拉斯加州的位置

西阿留申人口普查區（英語：Aleutians West Census Area）是美國阿拉斯加州一個人口普查區，涵蓋大部分的阿留申群島，西起阿图岛，東至烏納拉斯卡島。面積36,562平方公里，其中陸地面積11,388平方公里，水面面積25,174平方公里。根據美國2000年人口普查，共有人口5,465人。由於無建制，故無治所。最大城市為烏納拉斯卡（Unalaska）。